# Lázár Szentes
Lázár Szentes (ur. 22 grudnia 1955 w Bonyhádzie) – węgierski piłkarz występujący na pozycji napastnika, a także trener.

## Kariera klubowa
Szentes seniorską karierę rozpoczynał w 1973 roku w zespole Szekszárdi Dózsa. Jego barwy reprezentował przez 3 lata. Następnie został graczem ekipy Zalaegerszegi TE. Tam z kolei spędził 5 lat, w ciągu których rozegrał tam 100 spotkań i zdobył 30 bramek. W 1981 roku przeszedł do drużyny Győri ETO. W 1982 oraz 1983 wywalczył z nim mistrzostwo Węgier, a w 1984 oraz w 1985 wicemistrzostwo Węgier. W 1985 roku Győri ETO zmienił również nazwę na Rába ETO.
W 1987 roku Szentes wyjechał do Portugalii, by grać w tamtejszej Vitórii Setúbal. Spędził w niej rok. Następnie grał w Louletano DC oraz Quarteirense, gdzie w 1990 roku zakończył karierę.

## Kariera reprezentacyjna
W reprezentacji Węgier Szentes zadebiutował 18 kwietnia 1982 roku w przegranym 1:2 towarzyskim spotkaniu z Peru, w którym zdobył także bramkę. W tym samym roku został powołany do kadry na Mistrzostwa Świata. Zagrał na nich w meczach z Salwadorem (10:1) i Argentyną (1:4). W pojedynku z Salwadorem strzelił także gola. Z tamtego turnieju Węgry odpadły po fazie grupowej.
W latach 1982–1983 w drużynie narodowej Szentes rozegrał w sumie 6 spotkań i zdobył 3 bramki.